# (308242) 2005 GO21
(308242) 2005 GO21 est un gros astéroïde géocroiseur et un objet potentiellement dangereux. Il possède une orbite bien déterminée avec un arc d'observation de 7 ans et un paramètre d'incertitude de 0. Il fut découvert le 1er avril 2005 par le Siding Spring Survey avec une magnitude apparente de 18,1 à l'aide du Uppsala Southern Schmidt Telescope de 0,5 m.
Basé sur une magnitude absolue de 16,4, l'astéroïde a un diamètre estimé à 1,6 km (à un facteur deux près). 2005 GO21 est le plus gros astéroïde potentiellement dangereux (PHA) découvert en 2005. Le 21 juin 2012, il est passé à une distance de 0,043 963 ua (6 576 777 km) de la Terre. Le passage de 2012 a été observé au radar par Goldstone et Arecibo.